# Vaqazin

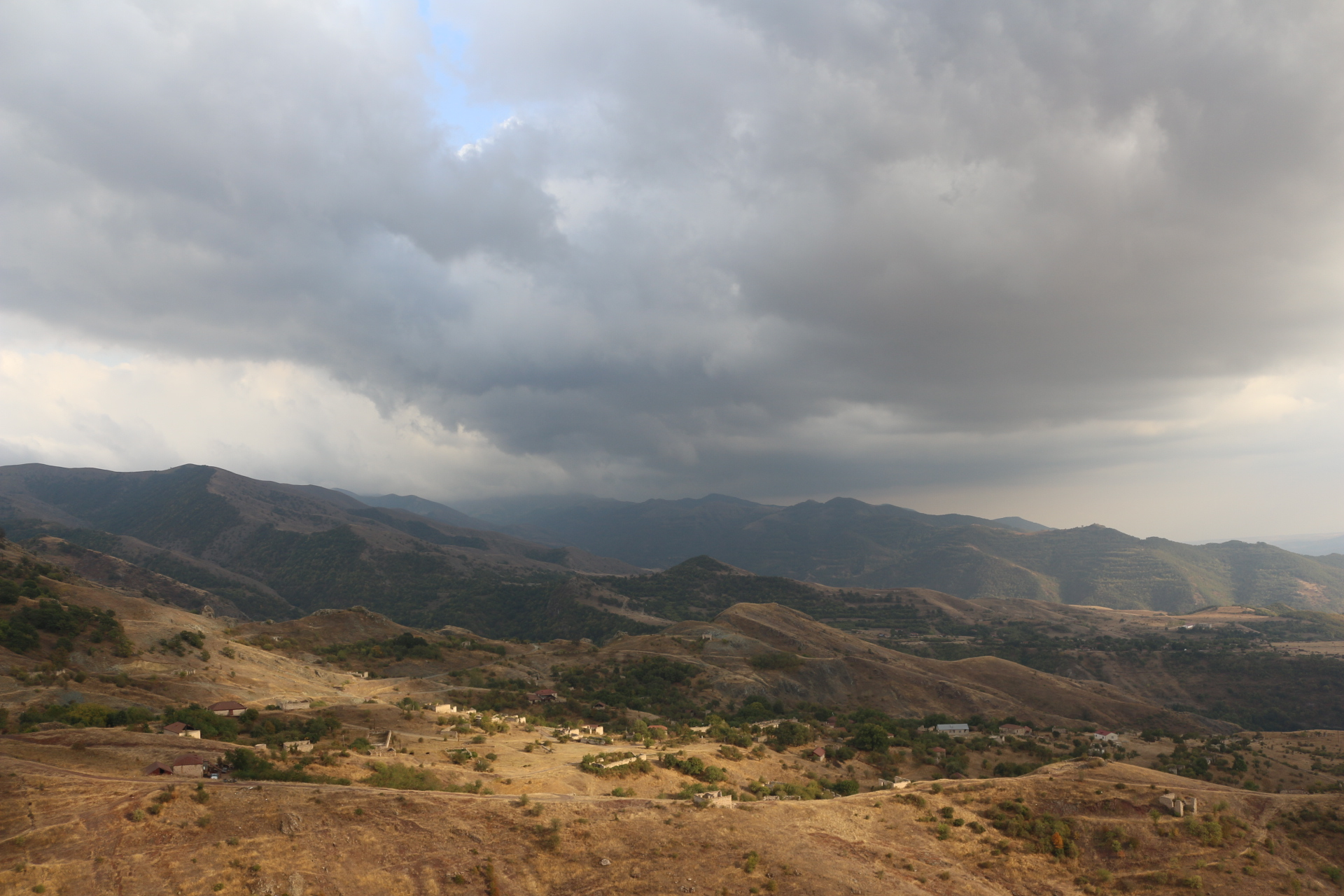
Vaqazin (2017)

Vaqazin (auch Vagazin oder Vaghazin; armenisch Վաղազին Waghasin; russisch Вахазин Wachasin oder Вагазин Wagasin) ist ein Ort in Aserbaidschan im Bezirk Laçın.
Die Ortschaft wurde ab Mai 1992 von der armenischen Armee besetzt und von der international nicht anerkannten Republik Arzach als Teil der Provinz Kaschatach verwaltet. Laut der Volkszählung in der Republik Bergkarabach 2005 hatte der Ort 72 Einwohner, davon 58 im Hauptort sowie insgesamt 14 in den drei Siedlungen Ardschadsor, Martiros und Meghraschen. Seit dem Krieg um Bergkarabach 2020 steht der Ort wieder unter der Kontrolle von Aserbaidschan.